# Recydywa (zespół muzyczny)
Recydywa – polski zespół blues-rockowy i rockowy założony we Wrocławiu w 1985 roku. Działał z przerwami do 2003 roku. Jego kontynuację stanowił działający w latach 2006–2007 zespół CrossRecydywa.

## Historia
Przez pierwsze dwa lata działalności zespół występował pod nazwą Recydywa Blues Band w składzie: Andrzej Pluszcz – gitara basowa, śpiew; Aleksander Mrożek – gitara i Ireneusz „Pióro” Nowacki – perkusja. Powstał przy wrocławskim klubie Pałacyk. Oficjalny debiut miał miejsce podczas festiwalu Rawa Blues'85. Początkowo na repertuar Recydywy złożyły się własne opracowania utworów: The Rolling Stones, Cream, Johna Mayalla, The Spencer Davis Group i Canned Heat. W tym składzie w 1986 roku we wrocławskim klubie Rura nagrano płytę koncertową pt. (Recidive In Concert). W połowie roku 1987 Mrożka zastąpił nowy gitarzysta – Krzysztof Mandziara, zespół zmienił brzmienie na znacznie ostrzejsze. Jako jeden z laureatów ankiety ogłoszonej przez Jazz Forum Blues uczestniczył w 1987 roku w koncertach z cyklu Rock Top'86. W najtrwalszym składzie – Pluszcz/Mandziara/Nowacki, pod skróconą nazwą, jako Recydywa, zespół nagrał płytę Równowaga strachu. Anglojęzyczna wersja nosiła tytuł Deadly Game. Recydywa grała bardzo wiele koncertów w Polsce – zarówno w klubach, jak i na najważniejszych imprezach, takich jak: Festiwal w Jarocinie, Jazz nad Odrą (1985, 1986, 1989 – razem z Uriah Heep, 1992, 1999), Letnia zadyma w środku zimy, Camping Muzyczny w Brodnicy, Rawa Blues w katowickim Spodku – i za granicą (Europa Zachodnia, Skandynawia, ZSRR i „Nancy Jazz Pulsation” we Francji) – a także w niektórych zakładach karnych. Zespół współpracował także z austriackim zespołem Freak Weber, w efekcie występując z nim w lutym 1991 roku w Studiu Polskiego Radia Wrocław podczas koncertu East West Rock i nagrywając album Freak Weber & Friends – Live (1992). Latem 1992 roku Recydywa zawiesiła działalność, zaś w 1996 nastąpiła reaktywacja i występ podczas białostockiej Jesień z Bluesem. W 2001 roku zespół świętował 15-lecie działalności i swoje jubileuszowe koncerty zagrał z zaproszonymi gośćmi, a byli to: Tadeusz Nalepa, Edyta Bartosiewicz, Krzysztof Cugowski i Dżem. W roku 2003 nastąpiła reaktywacja grupy pod pierwszą nazwą Recydywa Blues Band: Andrzej Pluszcz, Aleksander Mrożek i perkusista Kazimierz Marut. Pod koniec roku 2006 zespół reaktywował się (w składzie Irek „Pióro” Nowacki, Krzysztof „Wojskowy” Mandziara oraz Paweł „Muzzy” Mikosz – nowy basista i wokalista), pod nazwą CrossRecydywa, nawiązując dodatkowo do wcześniejszego projektu muzycznego, w którym Mandziara i Nowacki brali udział (Cross). Pod koniec kwietnia 2007 roku Krzysztof Mandziara odszedł od zespołu i formacja zaprzestała działalności.

## Dyskografia

### Albumy studyjne
- Recydywa Blues Band – LP Recidive In Concert (1986) (PolJazz K-PSJ – 012)
- Recydywa – LP Równowaga strachu (1988) (Polskie Nagrania „Muza” SX 2651)
- Recydywa – MC Deadly Game (1989) (Atomica A 005, wersja anglojęzyczna „Równowagi strachu”)

### Albumy kompilacyjne
- Jarocin ’88 (1989) (Polskie Nagrania „Muza” SX 2777/9; 3 LP, różni wykonawcy); na trzeciej płycie utwór Recydywy Nasze boogie
- Letnia zadyma w środku zimy (1989) (Veriton SXV-1004, 2 LP, różni artyści); Recydywa wykonuje trzy utwory: Good Golly Miss Molly, Hippy Hippy Shake i Rock’n’Roll
- Recydywa – CD (2006, 29 maja) Live in Concert/Równowaga strachu/2 ostatnie piosenki (Metal Mind Productions CD/MMP 0419)

### Single
- Recydywa Blues Band – SP Kansas City/You Don’t Love Me (1987) (Tonpress S-658)